# インスタントコーヒー

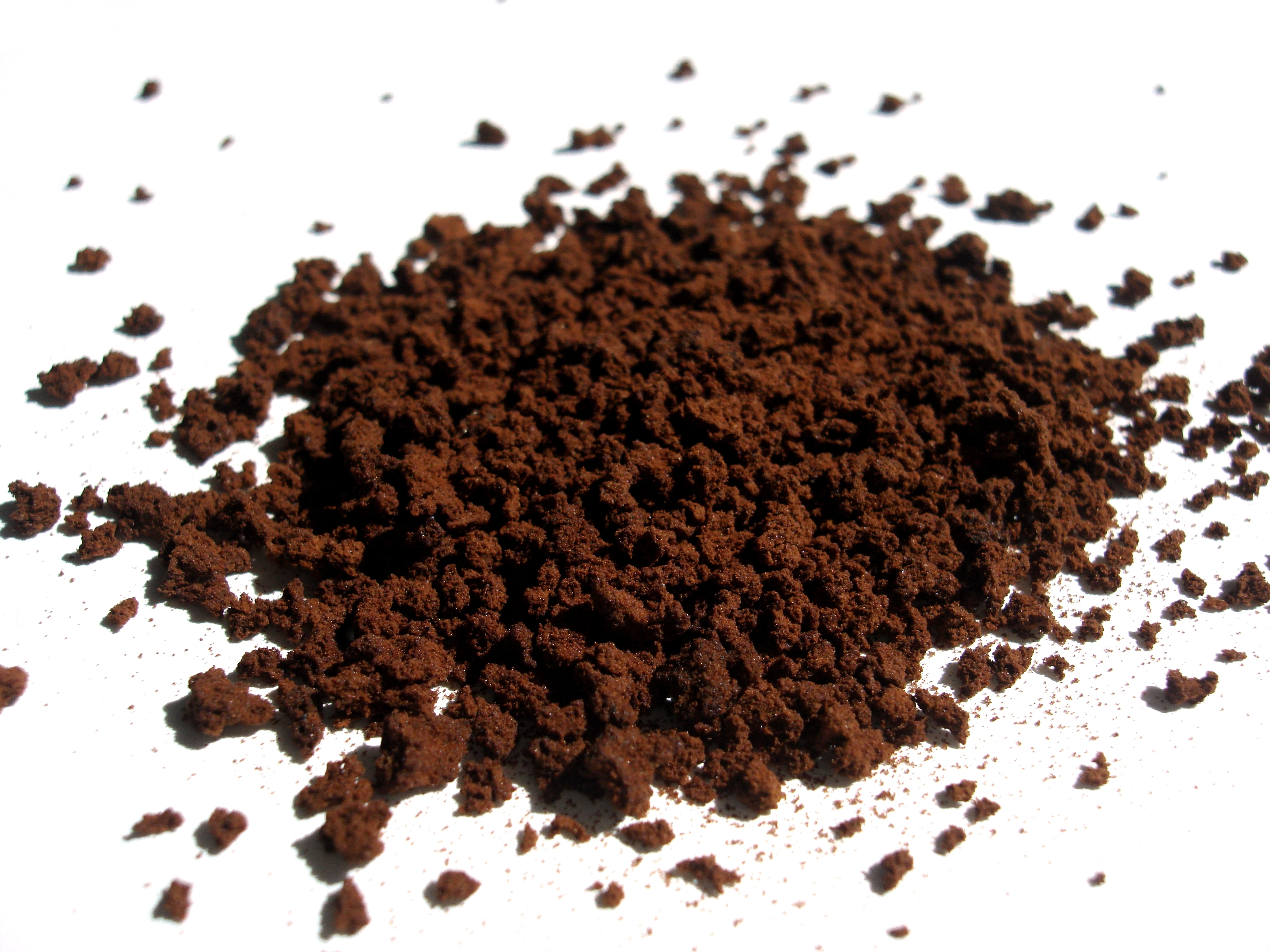
インスタント・コーヒーの粉末

インスタントコーヒーとは、コーヒー豆の抽出液を乾燥させて粉末状に加工したインスタント食品である。湯を注ぐだけでコーヒーが完成する。
ソリュブルコーヒーとも呼称されるが、「インスタントコーヒーとソリュブルコーヒーは定義の異なる製品である」として両者を区別する場合もある。

## 発明者

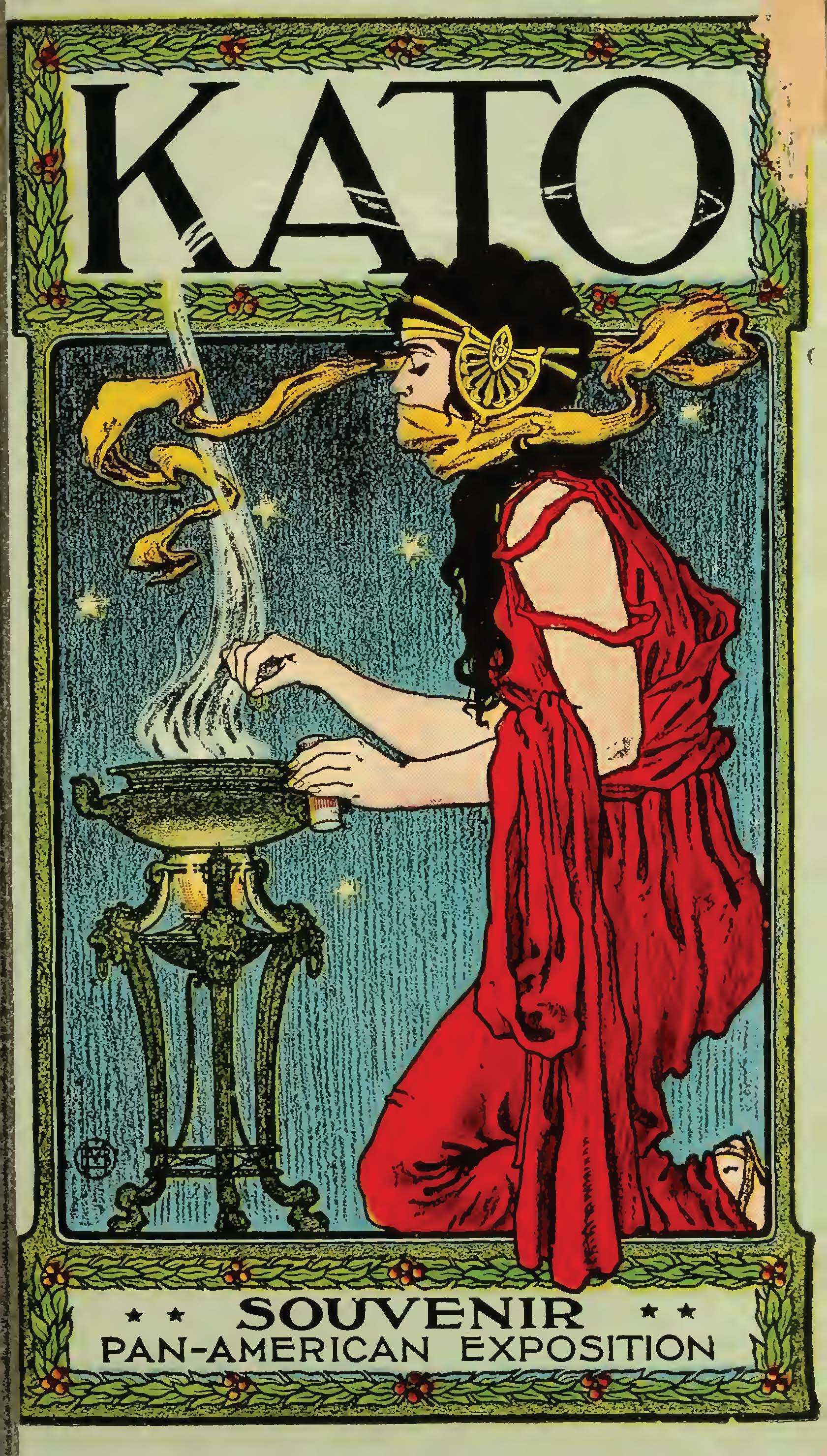
1901年、パンアメリカン博覧会で配られたKato Coffee Co.のパンフレット表紙

コーヒーを即席食品化する場合、抽出液の粉末化がもっとも容易だが、加工過程で嗜好品として重要な味や香りが損なわれ易い。加工後も味と香りを維持する技術の改良史が、インスタントコーヒーの歴史となる。
1771年にイギリスで水に溶かすインスタントコーヒーが発明されたが、製品の貯蔵可能期間が短く発展せず、1853年にもアメリカで開発が試みられたが、保存に成功しなかった。
1889年にニュージーランドインバーカーギルのコーヒー・香辛料販売業者デイビッド・ストラングが「ソリュブル・コーヒー・パウダー」（可溶性コーヒー粉末）の作成法の特許を取得し、「ストラング・コーヒー」として製品化したのが、記録上確認できる最初の例とされる。
1899年にアメリカイリノイ州シカゴに在住していた日本人科学者のカトウ・サトリ博士が、緑茶を即席化する研究途上、揮発性オイルを使用したコーヒー抽出液を真空乾燥する技術を発明し、1901年にニューヨーク州バッファローで開催されたパンアメリカン博覧会で「ソリュブル・コーヒー」と名づけて発表した。1903年にカトウは特許を取得した (USP735777) が、商品化には成功しなかった。
1906年にアメリカ合衆国でジョージ・コンスタント・ルイス・ワシントンがインスタントコーヒー製法の特許を取得し、「Red E Coffee」としての製品化を経て成功を収めたが、ストラングやカトウの製法とワシントンの製法との関連は不明である。

## 一般への普及

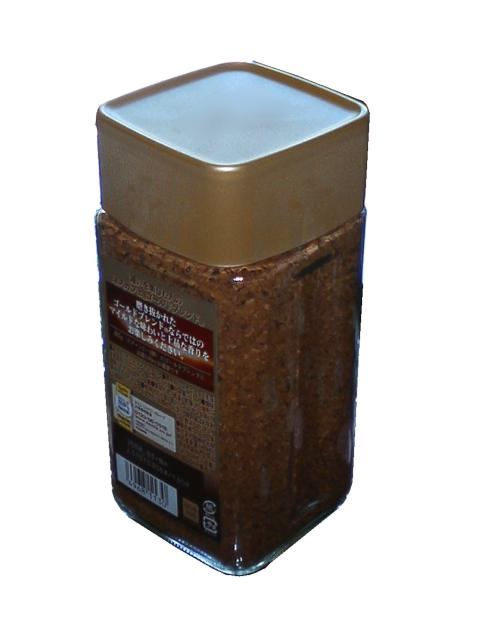
一般的なインスタントコーヒーの瓶

ワシントンの特許以後、いくつかのメーカーがインスタントコーヒーの製造販売を行ったが、その中で後年にまで知られる大きな成功を収めたのは、スイス・ヴェヴェイに本拠を置く食品商社のネスレであった。
1920年代末期にコーヒーの大産地であるブラジルで、コーヒー豆が大豊作となり価格暴落で農民らが困窮し、ブラジル政府は余剰のコーヒー豆を用いた加工食品の開発をネスレに要請する。ネスレは数年間の開発期間を経て、1937年にほぼ現在同様のスプレードライ法によるインスタントコーヒーを完成させた。この製品は1938年に「ネスカフェ」の商品名で市販され、インスタントコーヒーの代名詞として認知が広がる。
フリーズドライ製法で製造されたインスタントコーヒーは、1960年代にアメリカで登場して風味に優れることから成功した。
日本には、1914年（大正3年）に輸入が開始された記録が残るが普及するには至らなかった。第二次世界大戦後の1950年代から再びインスタントコーヒーの輸入が再開。1960年に森永製菓が国内生産、販売を開始するとマックスウェル、ネスカフェ、明治、リプトンなどのブランドが追随した。
カフェインを除去したカフェインレス (decaf) の商品もある。

## 製法

### スプレードライ法

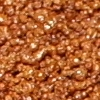
スプレードライ法によるインスタントコーヒーの粉末

高温の乾燥筒中で高温のコーヒー液を噴霧して素早く乾燥させる製法で、気流乾燥法とも称され、微粉末を生成する。冷水に易溶の利点があり量産性が高いが、製造時に高温下を経るため、香味と酸味が若干揮発して苦味が強調され易い。ネスレ日本「ネスカフェ クラシックブレンド」「ネスカフェ エクセラ（ソリュブルコーヒー以前）」、AGF「ブレンディ」などがある。

### フリーズドライ法

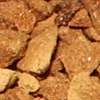
フリーズドライ法によるインスタントコーヒーの粒

コーヒー液をマイナス40度以下で一度凍結後に粉砕し、真空下で水分を蒸発させる製法である。製品は粒度2 - 3mm程度で鋭角状の粒体となる。スプレードライ法に比して香味の低下は抑えられるが量産性に劣り、多くの商品で売価は高く設定される。ネスレ日本「ネスカフェ プレジデント（ソリュブルコーヒー以前）」「ネスカフェ 香味焙煎（ソリュブルコーヒー以前）」「ネスカフェ ゴールドブレンド（ソリュブルコーヒー以前）」、AGF「グランデージ」「マキシム」、UCC「ザ・ブレンド」などがある。

### エキス抽出液体式
アメリカのグリーンコーヒーがオーガニック系カフェや嗜好的喫茶店などに広まると、インスタント商品化が試行され、植物抽出技術を持つスマカフェなど外資系会社が製造して販売する。

## ネスレ日本の製品呼称変更
日本の公正競争規約上では、インスタントコーヒーを「コーヒーいり豆から得られる抽出液を乾燥した水溶性の粉状、顆粒状その他の固形状のコーヒー」と定義している。粉状で湯を注ぐだけで完成するコーヒーであっても、粒子の中にコーヒー豆を内包する製品の場合、日本では同規約上レギュラーコーヒーに分類されてしまい、「インスタントコーヒー」を名乗れない。このため、「ソリュブルコーヒー」（「ソリュブル」は「可溶性」の意）と称した場合には、粒子にコーヒー豆を内包するものを含んだ「湯を注ぐだけで完成するコーヒー製品全般」を意味するとして、インスタントコーヒーと区別する見解がある。
2013年9月にネスレ日本がすでに採用済みの「ネスカフェ 香味焙煎」（2010年9月のリニューアル以降より採用）と「ネスカフェ プレジデント」（2011年9月のリニューアル以降より採用。2015年7月に製造終了するも2016年9月復活）を除く残りのネスカフェ全製品を「挽き豆包み製法」を採用した製品に統一することに伴い、製品の呼称を「インスタントコーヒー」から「レギュラーソリュブルコーヒー」に変更することを発表している。
コーヒーの業界団体である全日本コーヒー公正取引協議会は内規で、ネスレ日本の一連の製品のような「粒子の中にコーヒー豆を内包する製品」について「インスタントコーヒー（レギュラーコーヒー入り）」と表示することを規定しており、「『レギュラーソリュブルコーヒー』表記では『ドリップで入れるレギュラーコーヒー』と誤認する」と反発する業者もいる。
ネスレは自社の「レギュラーソリュブルコーヒー」について、「コーヒー抽出液を乾燥させて粉状にする」インスタントコーヒーの製法とは異なり、「微粉砕したコーヒー豆を抽出液と混ぜて乾燥させる」という新しい製法を取っていると説明したほか、豆を挽く「レギュラーコーヒー」や従来の「インスタントコーヒー」ではないと説明し、「ソリュブルコーヒー」をインスタントコーヒーの定義に該当しない新ジャンルのコーヒーと位置付けた。
2014年7月に全日本コーヒー公正取引協議会は、同社製品について「インスタントコーヒー（レギュラーコーヒー入り）」と表示されるべきものに過ぎないとして、新ジャンルの呼称「ソリュブルコーヒー」および「レギュラーソリュブルコーヒー」の名称の使用を一切認めないことを決議し、2018年に「レギュラーソリュブルコーヒー」の名称を広告において使用することを『不当表示』として制限する公正競争規約改訂案を採択した。改訂案は公正取引委員会及び消費者庁長官より認定を受け、その告示があった同年5月21日から施行した。
その結果、この規約によってネスレ日本は現在の商品名称で販売・広告展開が不可能になるため、協議会および一般社団法人全日本コーヒー協会を脱退し、当時ネスレ日本の高岡浩三社長が会長を務めていた日本インスタントコーヒー協会・日本珈琲輸入協会をも退会した。今後は業界に縛られない営業活動を展開する。